# Huta Toruan IV
Huta Toruan IV is een bestuurslaag in het regentschap Tapanuli Utara van de provincie Noord-Sumatra, Indonesië. Huta Toruan IV telt 859 inwoners (volkstelling 2010).